# Mcbirneyit
Mcbirneyit (IMA-Symbol Mbn) ist ein sehr selten vorkommendes Mineral aus der Mineralklasse der „Phosphate, Arsenate und Vanadate“ mit der chemischen Zusammensetzung in der kristallchemischen Strukturformel nach Strunz Cu3[VO4]2 und damit chemisch gesehen ein Kupfervanadat.
Mcbirneyit kristallisiert im triklinen Kristallsystem, konnte jedoch bisher nur in Form von unregelmäßigen Körnern bis etwa 200 Mikrometer gefunden werden. Das Mineral ist undurchsichtig (opak) und von dunkelgrauer bis schwarzer Farbe. Aufgrund der bisher zu geringen Probengröße konnten bisher weder Mohshärte noch Spaltbarkeit bestimmt werden.

## Etymologie und Geschichte
Synthetische Verbindungen im binären System CuO–V2O5 wurden bereits 1958 von C. Brisi und A. Molinari analysiert. Sie konnten insgesamt fünf inkongruent schmelzende Verbindungen zwischen den Endgliedern CuO und V2O5 identifizierten.
Die natürliche Mineralbildung mit der von Brisi und Molinari angegebenen Formel Cu3V2O8 wurde zuerst am Vulkan Izalco im Departamento Santa Ana in El Salvador entdeckt. Die Analyse und Erstbeschreibung erfolgte durch John M. Hughes, Barbara S. Christian, Larry W. Finger und Lawrence L. Malinconico, die das Mineral nach Alexander Robert McBirney (1924–2019), dem Vulkanologen und damaligen Chefredakteur des Journal of Volcanology and Geothermal Research, benannten. Die Erstbeschreiber zogen bei der Angabe der chemischen Formel allerdings die Schreibweise Cu3(VO4)2 vor.
Das Mineralogenteam sandte seine Untersuchungsergebnisse und den gewählten Namen 1985 zur Prüfung an die International Mineralogical Association (interne Eingangsnummer der IMA: 1985-007), die den Mcbirneyit als eigenständige Mineralart anerkannte. Die Erstbeschreibung wurde anschließend 1987 im Fachmagazin des Namensgebers publiziert.
Das Typmaterial des Minerals wird im National Museum of Natural History (NMNH) in Washington, D.C. (USA) unter der Katalognummer 163183 aufbewahrt.

## Klassifikation
Da der Mcbirneyit erst 1985 als eigenständiges Mineral anerkannt wurde, ist er in der letztmalig 1977 überarbeiteten 8. Auflage der Mineralsystematik nach Strunz noch nicht verzeichnet.
In der zuletzt 2018 überarbeiteten Lapis-Systematik nach Stefan Weiß, die formal auf der alten Systematik von Karl Hugo Strunz in der 8. Auflage basiert, erhielt das Mineral die System- und Mineralnummer VII/A.10-010. Dies entspricht der Klasse der „Phosphate, Arsenate und Vanadate“ und dort der Abteilung „Wasserfreie Phosphate [PO4]3−, ohne fremde Anionen“, wo Mcbirneyit zusammen mit Grigorievit, Howardevansit, Koksharovit, Lyonsit und Pseudolyonsit eine unbenannte Gruppe mit der Systemnummer VII/A.10 bildet.
Die von der IMA zuletzt 2009 aktualisierte 9. Auflage der Strunz’schen Mineralsystematik ordnet den Mcbirneyit ebenfalls in die Abteilung „Phosphate usw. ohne zusätzliche Anionen; ohne H2O“ ein. Diese ist allerdings weiter unterteilt nach der relativen Größe der beteiligten Kationen. Das Mineral ist hier entsprechend seiner Zusammensetzung in der Unterabteilung „Mit mittelgroßen Kationen“ zu finden, wo es zusammen mit Stranskiit die „Stranskiitgruppe“ mit der Systemnummer 8.AB.35 bildet.
In der vorwiegend im englischen Sprachraum gebräuchlichen Systematik der Minerale nach Dana hat Mcbirneyit die System- und Mineralnummer 38.03.10.01. Auch dies entspricht der Klasse der „Phosphate, Arsenate und Vanadate“ und dort der Abteilung „Wasserfreie Phosphate etc.“. Hier findet er sich innerhalb der Unterabteilung „Wasserfreie Phosphate etc., (A+B2+)3(XO4)2“ als einziges Mitglied in einer unbenannten Gruppe mit der Systemnummer 38.03.10.

## Chemismus
In der idealen stoffreinen Zusammensetzung von Mcbirneyit (Cu3V2O8) besteht das Mineral im Verhältnis aus je drei Teilen Kupfer (Cu), zwei Teilen Vanadium (V) und acht Teilen Sauerstoff (O) pro Elementarzelle. Dies entspricht einem Massenanteil (Gewichtsprozent) von 45,33 Gew.-% Cu, 24,23 Gew.-% V und 30,44 Gew.-% O oder in der Oxidform 56,75 Gew.-% Kupfer(II)-oxid (CuO) und 43,25 Gew.-% Vanadium(V)-oxid (V2O5).
Bei insgesamt sechs Elektronenmikrosonden-Analysen an drei Kristallen von natürlichem Mcbirneyit (Typmaterial) vom Vulkan Izalco wurde eine durchschnittliche Zusammensetzung von 56,82 Gew.-% CuO und 41,44 Gew.-% V2O5 gemessen, was der empirischen Formel Cu3,08(VO4)1,97 entspricht. Die gemessenen Werte und daraus errechnete Zusammensetzung liegen damit sehr nah an der idealisierten Formel.

## Kristallstruktur
Die Kristallstruktur der synthetischen Verbindung wurde 1982 von Jean Coing-Boyat aufgelöst. Demnach kristallisiert Mcbirneyit in der triklinen Raumgruppe P1 (Raumgruppen-Nr. 2) mit den Gitterparametern a = 5,196 Å; b = 5,355 Å; c = 6,505 Å; α = 69,22°; β = 88,69° und γ = 68,08° sowie einer Formeleinheit pro Elementarzelle.
| Kristallstruktur von Mcbirneyit |
| --- |
| - mit Blickrichtung parallel zur a-Achse - mit Blickrichtung parallel zur c-Achse - räumliche Darstellung in der kristallographischen Standardausrichtung - größerer Ausschnitt der Struktur mit freier Achsenstellung |
| Farblegende: 0 _ Cu 0 _ V 0 _ O |

## Modifikationen und Varietäten
Die Verbindung Cu3[VO4]2 ist dimorph und kommt in der Natur neben dem triklin kristallisierenden Mcbirneyit noch als monoklin kristallisierender Pseudolyonsit (IMA 2009-062) vor.

## Bildung und Fundorte

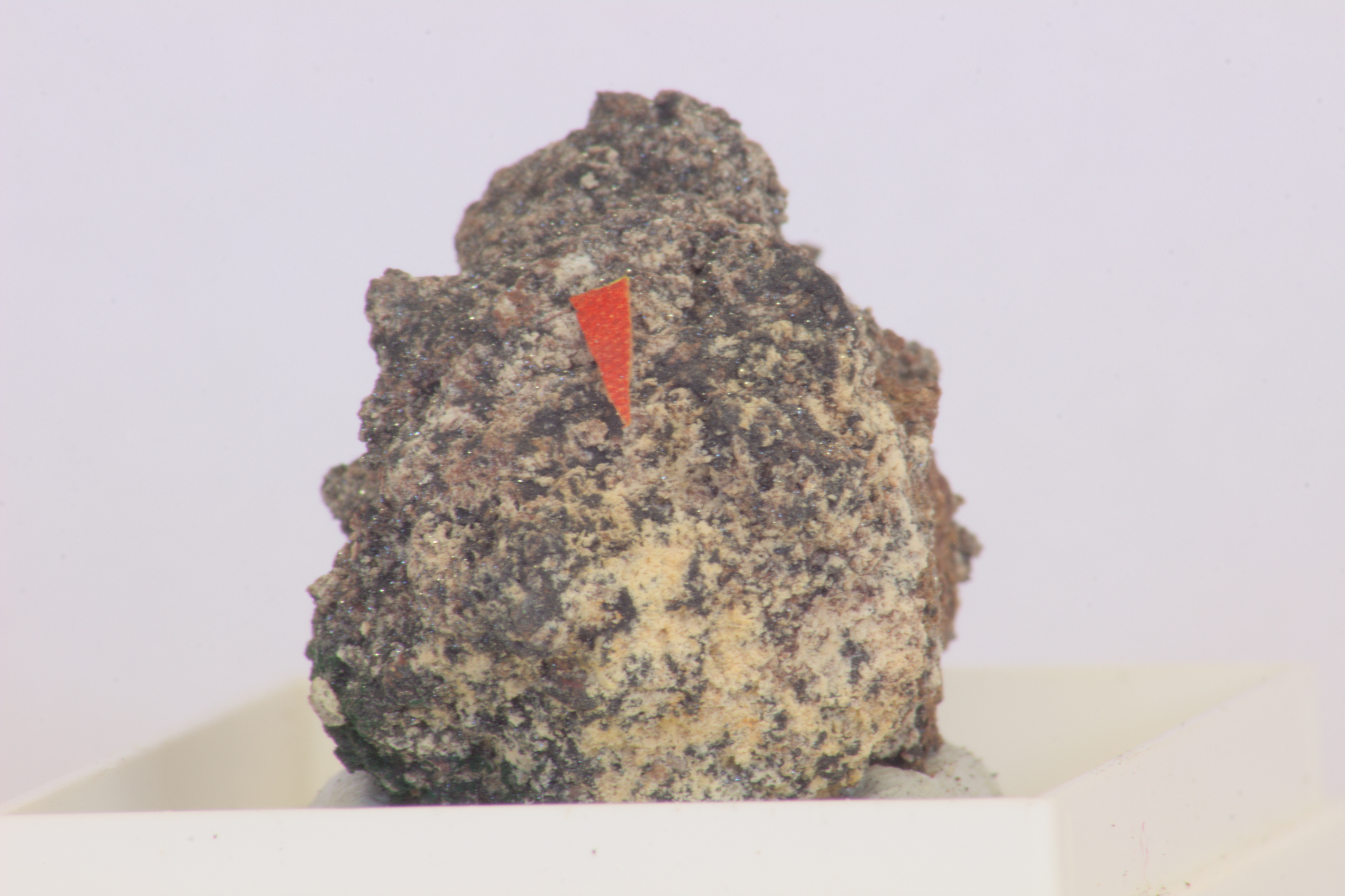
Mineralprobe von der Fumarole Jadowitaja mit mikrokristallinem Mcbirneyit

Mcbirneyit bildet sich als seltenes Sublimationsprodukt in der Sulfatzone von Fumarolen. Als Begleitminerale konnten bisher Euchlorin, Fingerit, Stoiberit, Thenardit und Ziesit bestimmt werden.
Außer an seiner Typlokalität am Vulkan Izalco konnte das Mineral bisher nur noch am zweiten Schlackenkegel des Vulkans Tolbatschik und an dessen Fumarole Jadowitaja (englisch Yadovitaya) auf der Halbinsel Kamtschatka im Fernen Osten Russlands entdeckt werden.